# مصطفی مقربی
مصطفی مقربی (زاده ۱۲۹۳ تهران – درگذشته ۱۸ مهر ۱۳۷۷ لندن) نویسنده و پژوهشگر ایرانی و عضو پیوسته فرهنگستان زبان و ادب فارسی بود. او برادر سرلشکر احمد مقربی بود.

## زندگی
مصطفی مقربی در سال ۱۲۹۳ در تهران به دنیا آمد. او دکترای زبان و ادبیات فارسی را در دانشکده ادبیات دانشگاه تهران به پایان برد و از سال ۱۳۲۳ تا بهمن ۱۳۳۸ در دانشسرای مقدماتی به تدریس متون پرداخت . همکاری با غلامحسین مصاحب برای تألیف وتدوین دائرةالمعارف فارسی (سه جلدی) از جمله فعالیت‌های دیگر مقربی به شمار می آید. وی در دانشکده افسری، دانشسرای عالی و دانشکده ادبیات دانشگاه تهران کار تدریس را ادامه داد. تألیفاتی که از استاد مقربی به یادگار مانده است شامل کتب و مقالات چاپ شده درمطبوعات کشور است. دکتر مصطفی مقربی سرانجام در ۱۸ مهر سال ۱۳۷۷ در سن ۸۴ سالگی در لندن درگذشت و در تهران به خاک سپرده شد.

## تحصیلات
مصطفی مقربی دوره دبستانی را در دبستان اتحادیه و دوره دبیرستانی را در دبیرستان دارالفنون در سال ۱۳۱۲ ش به پایان رسانید. در سال ۱۳۱۵ش از دانشسرای عالی، لیسانس زبان و ادبیات فارسی گرفت و از سال ۱۳۲۲ تا ۱۳۲۴ ش دوره دکترای زبان و ادبیات فارسی را در دانشکده ادبیات دانشگاه تهران را به پایان برد.

## فعالیت‌ها
مصطفی مقربی با سازمان کتاب‌های درسی و در موسسه فرانکلین با پرویز ناتل خانلری و زهرا کیا (خانلری) و فتح الله مجتبائی همکاری داشت. مصطفی مقربی به مدت یکسال در دبیرستان شاهپور کرمانشاه به تدریس ادبیات پرداخت. مدتی هم در دبیرستان نظام شیراز به تدریس اشتغال داشت. از سال ۱۳۲۳ تا بهمن ۱۳۳۸ ش در دانشسرای مقدماتی به تدریس متون پرداخت. او همچنین در دانشکده افسری و دانشسرای عالی و دانشکده ادبیات دانشگاه تهران نیز تدریس نموده و در سال ۱۳۴۸ ش رسما بازنشسته شد. البته کار تدریس وی در مراکز مزبور تا سال ۱۳۵۸ ش ادامه داشت.

## آثار
از مصطفی مقربی، مقالات زیادی در مطبوعات کشور به جای مانده که می‌توان به مقالاتی در زمینه‌های دستور زبان فارسی، زبانشناسی، حافظ‌پژوهی و نقد کتاب در ماهنامه‌های سخن، راهنمای کتاب (که مدتی سردبیر آن بود)، یغما، آینده و مجله زبان‌شناسی اشاره کرد. او همچنین حدود یک هزار و پانصد مدخل در علوم ادبی، زبان فارسی، رجال و کتاب و ترجمه‌هایی از مقالات خارجی برای دایرةالمعارف فارسی تهیه کرد.

### کتاب‌ها
- ترجمه تاریخ جهان برای خردسالان
- ترجمه سقوط قسطنطنیه
- ترجمه سه مقاله دربارهٔ ویس و رامین
- ترکیب در زبان فارسی
- تصحیح دیوان حافظ
  - تصحیح این کتاب با همکاری ابوالقاسم انجوی شیرازی صورت گرفته‌است
- عقاید تربیتی فردوسی به موجب شاهنامه
- فرهنگ اصطلاحات جغرافیا
  - این کتاب با همکاری غلامحسین مصاحب، احمد آرام، صفی اصفیا و حسین گل گلاب در سال ۱۳۳۸ به چاپ رسید.
- فرهنگ‌نامه فارسی
  - تألیف جلد هجدهم این کتاب، مخصوص زبان و فرهنگ فارسی با همکاری احمد آرام، رضا اقصی، محمود بهزاد و نجف دریابندری صورت گرفته‌است
- مقایسه عقاید فلسفی رواقی با آراء فلسفه اپیکوری
- هژده گفتار